# Марко Стијеповић
Марко Стијеповић (познат и као енгл. Wise Mike Stepovich Рисан, 1874 — Фербанкс, 1944)  је самоуки проспектор и рудар из данашње Црне Горе који је у рударском округу Фербанкс вадио злато и волфрам. Оснивач породице Степовић на Аљасци.

## Биографија
Родио се у  Рисну у 1874. године од оца Мија Михајла Стијеповића . У САД је емигрирао 1892. године са 18 година и прво се настањује у Калифорнији. 
На Аљаску долази 1897. године за вријеме златне грознице на Клондајку. У почетку се бави трговином и опремањем осталих рудара да би 1902. године сам почео да се бави рударством и међу првима открива злато у Фербанксу који је основан те године током златне грознице. Од те године па надаље један је од највећих експлоатора руда на Аљасци.
2014. године је уврштен у кућу познатих рудара Аљаске.

## Приватни живот
Отац је бившег америчког гувернера Мајка Степовића
Мајков отац стигао је у Америку са 18 година. Из родног Рисна, у којем је рођен 1874. године, Марко Стијеповић запутио се на далек пут тако што се ушуњао на један од бродова који су пролазили кроз луку и као слијепи путник стигао до њујоршког острва Статен Ајланд.